# Здание Мужской гимназии (Баку)
Здание Мужской Гимназии было построено в 1911—1913 гг. архитектором Константином Борисоглебским. Оно было названо именем Императора Александра III. Здание когда-то было вторым по величине учебным заведением после Бакинской Реальной Школы. После советской оккупации здесь функционировала Городская Больница № 4. В 2018 г. сооружение было выведено из-под контроля Минздрава в связи с перемещением Городской Больницы № 4. В настоящее время оно не используется. Постановлением Кабинета министров Азербайджанской Республики № 132 от 2 августа 2001 года здание охраняется государством и внесена в список памятников архитектуры.

## История
Здание располагается на пересечении улиц Балаханская (ныне Физули) 61 и Красноводская (С. Вургуна) 40. Здание было спроектировано в 1911—1913 гг. инженером-строителем Константином Борисоглебским. Вместе с деталями фасада, постройка занимает важную городскую позицию своим величественным объемом, классическими формами и архитектурной композиции. Выступающая центральная часть главного фасада особенно отмечена великолепным портиком вдоль двух верхних этажей Ионического стиля. Трехчетвертные колонны, с очень четко очерченными профилями на фоне нижнего этажа, вырезанные из камня, и арка в классическом стиле демонстрируют стремление автора к величию и роскоши. Мужская Гимназия остается одним из немногих примеров российской архитектуры в Баку .

## Фотогалерея

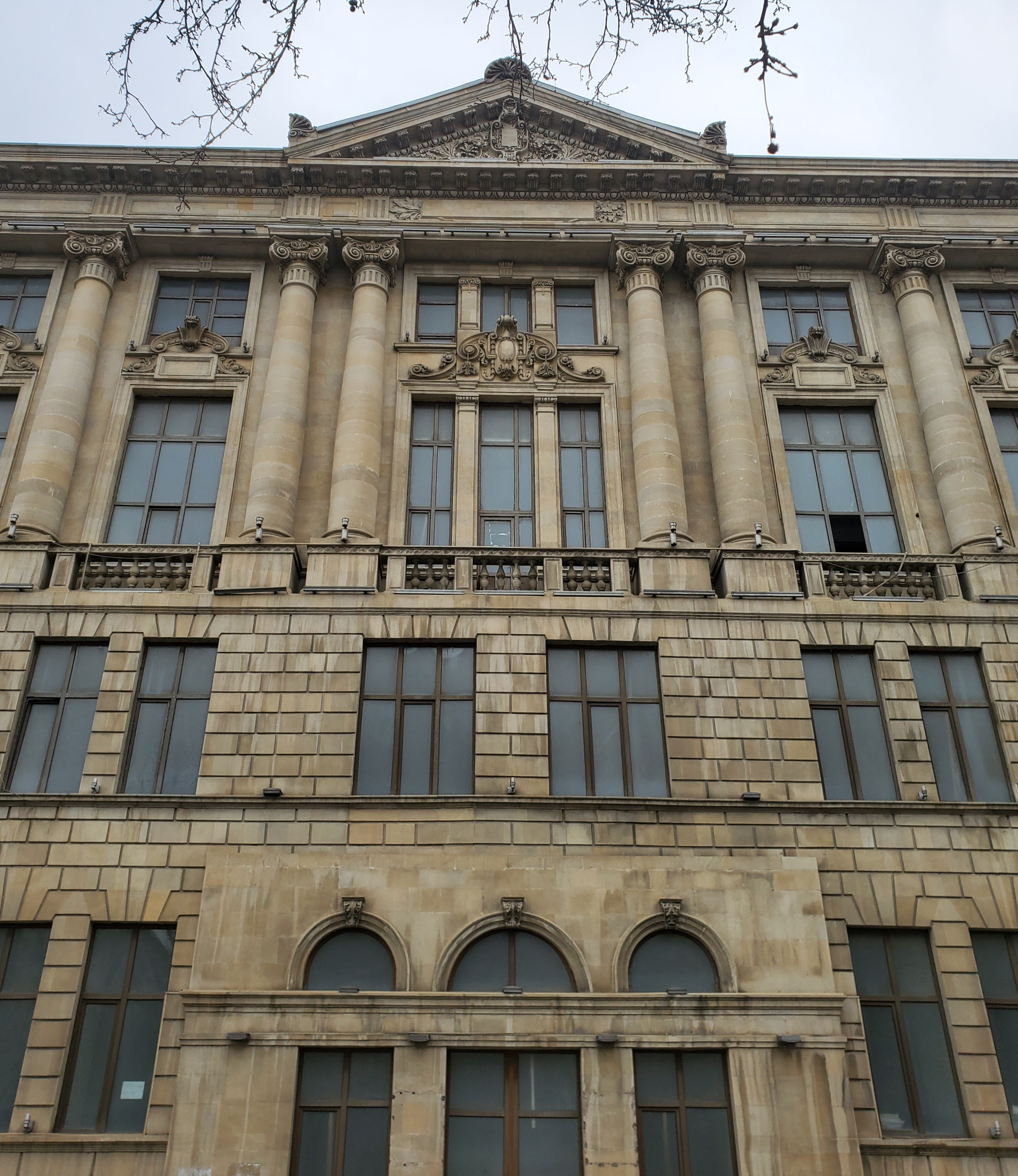
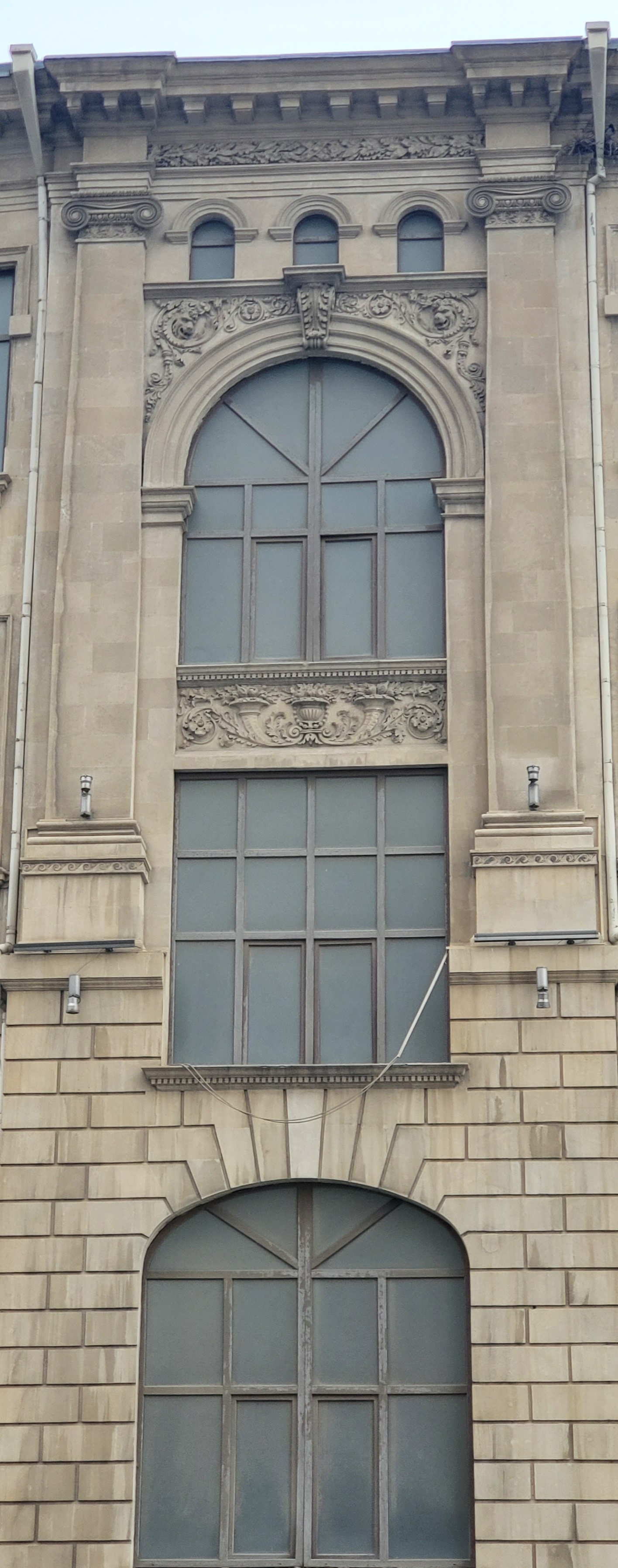
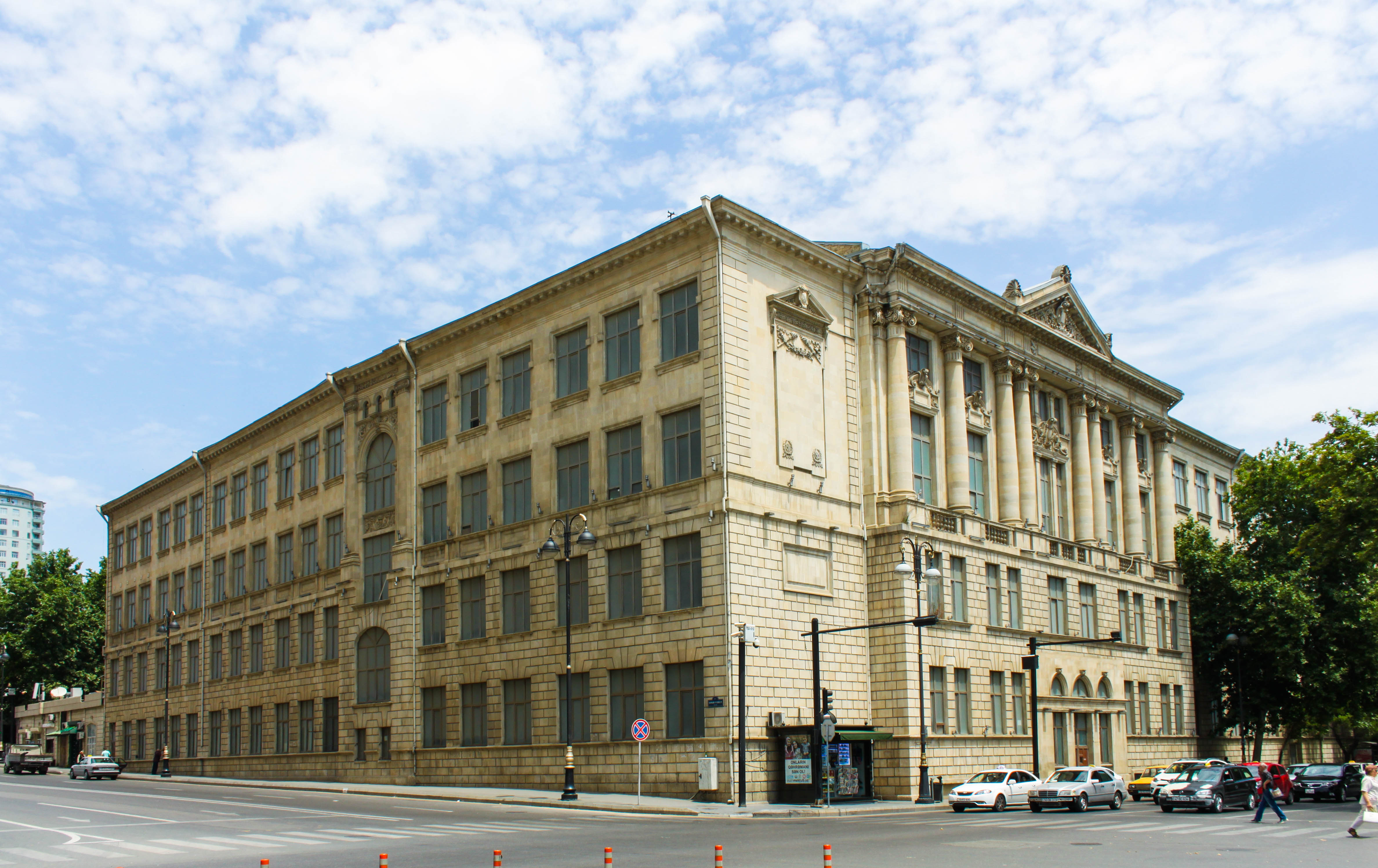
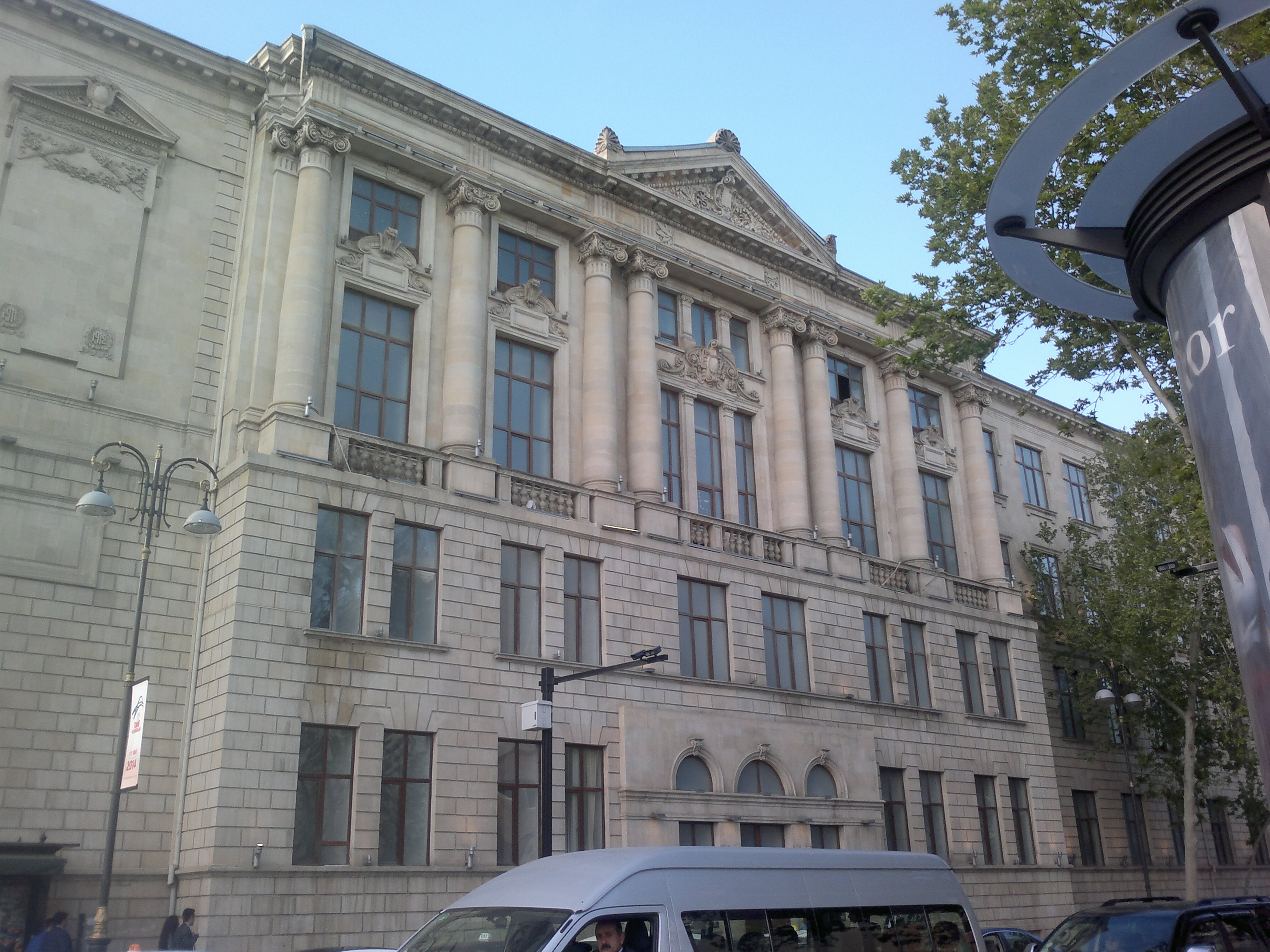
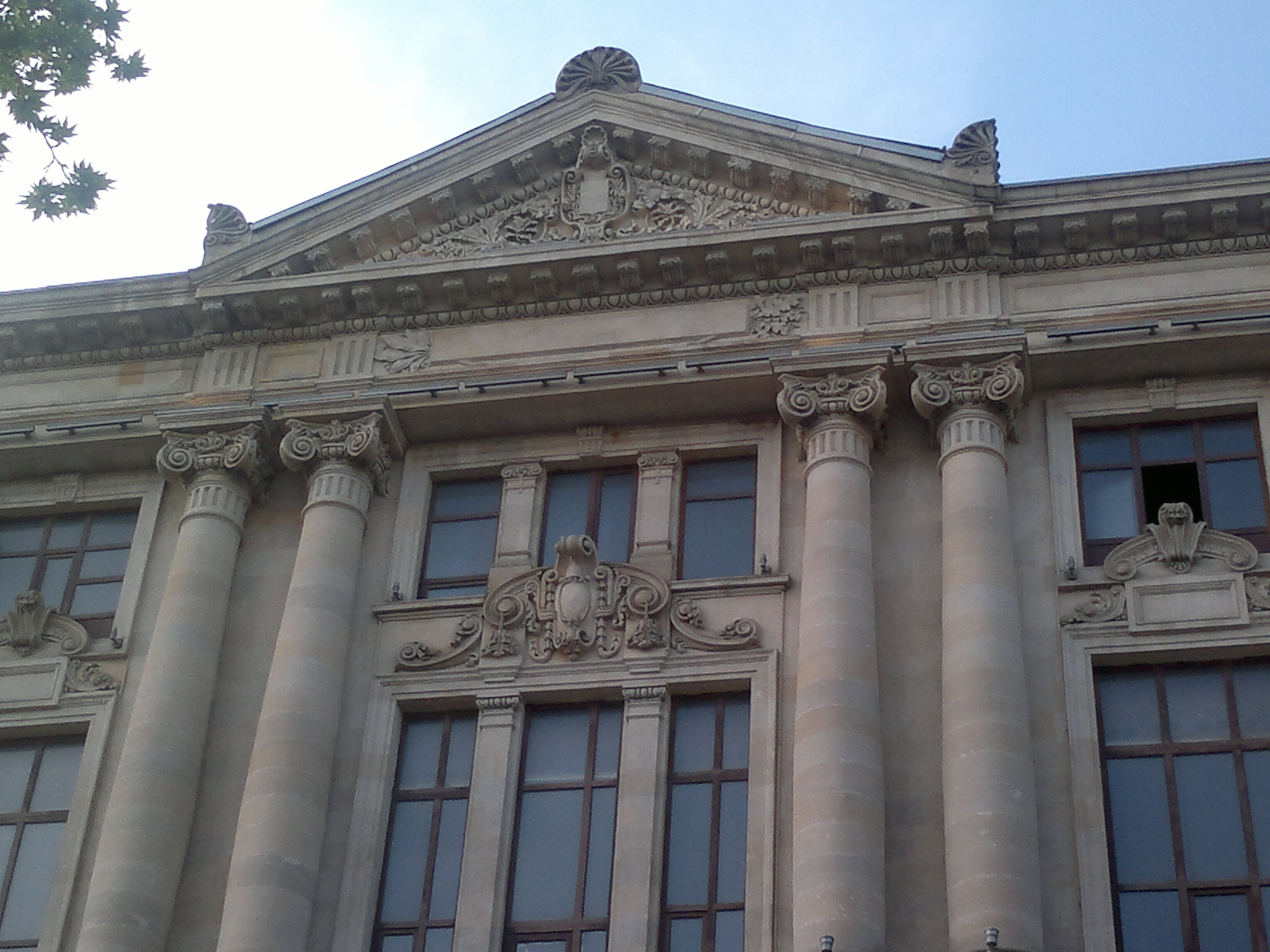
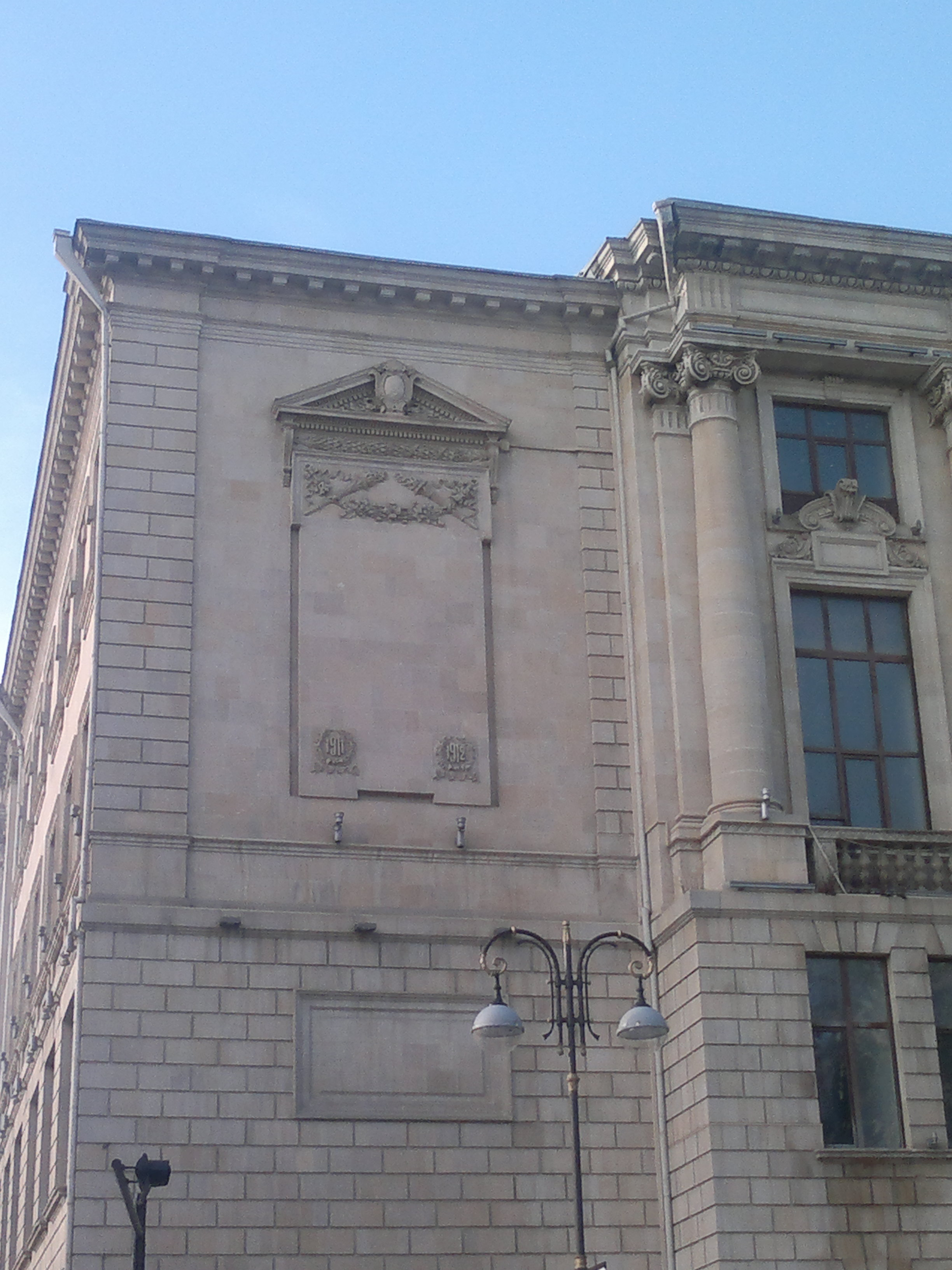